# Amt Stralendorf
Im Amt Stralendorf mit Sitz in der Gemeinde Stralendorf sind neun Gemeinden zur Erledigung ihrer Verwaltungsgeschäfte zusammengeschlossen. Das Amt liegt im Norden des Landkreises Ludwigslust-Parchim in Mecklenburg-Vorpommern und grenzt an den Landkreis Nordwestmecklenburg sowie die Landeshauptstadt Schwerin.

## Die Gemeinden mit ihren Ortsteilen
- Dümmer mit Dümmerhütte, Dümmerstück Dorf, Dümmerstück Hof, Kowahl, Parum und Walsmühlen
- Holthusen mit Buchholz und Lehmkuhlen
- Klein Rogahn mit Groß Rogahn
- Pampow
- Schossin mit Mühlenbeck
- Stralendorf
- Warsow mit Kothendorf und Krumbeck
- Wittenförden
- Zülow

## Dienstsiegel
Das Amt verfügt über kein amtlich genehmigtes Hoheitszeichen, weder Wappen noch Flagge. Als Dienstsiegel wird das kleine Landessiegel mit dem Wappenbild des Landesteils Mecklenburg geführt. Es zeigt einen hersehenden Stierkopf mit abgerissenem Halsfell und Krone und der Umschrift „• AMT STRALENDORF • LANDKREIS LUDWIGSLUST-PARCHIM“.